# Еберхард IV фон Марк-Аренберг
Еберхард IV фон дер Марк-Аренберг (на немски: Eberhard IV von der Mark-Arenberg; * пр. 1479; † 22 ноември 1531, Брюксел) от рода на Ламарките, е граф на Аремберг, бургграф на Брюксел, господар на Бушут.

## Произход
Той е син на господар Еберхард III фон Марк-Аренберг († 19 юни 1496), бургграф на Брюксел, губернатор на Люксембург, и първата му съпруга Маргерита де Бушут († 1476), единствената дъщеря на Даниел IX де Бушут, бургграф на Брюксел. Брат е на Роберт I фон Марк-Аренберг († 20 юни 1541), бургграф на Брюксел, господар на Бухут, и на Маргарета фон дер Марк († 27 юни 1542), омъжена за граф Йохан I фон Мандершайд-Бланкенхайм-Геролщайн (1446 – 1524). Внук е на Йохан II фон Марк-Аренберг († 1470) и графиня Анна фон Вирнебург († 1480).
Баща му се жени сл. 1476 г. втори път за Елеонора фон Вирнебург († 11 декември 1517) и той е полубрат на Йохана фон дер Марк (1494 – 1565) и Мария фон дер Марк (1496 – 1521).

## Фамилия
Първи брак: 14 септември 1494 г. с Маргарета фон Хорн († 30 август 1522), дъщеря на граф Якоб II фон Хорн († 1530) и втората му съпруга Йохана ван Брюге († 1502). Те нямат деца.
Втори брак: 1526 г. с Ерика фон Валдек-Айзенберг (* 19 март 1511; † 8 октомври 1560, Шлайден), дъщеря на граф Филип III фон Валдек-Айзенберг († 1539) и първата му съпруга Аделхайд фон Хоя († 1515). Те нямат деца.
Еберхард IV има извънбрачните дъщери:
- Катерина де ла Марк († пр. 1532), омъжена за Дитрих фон Линден († 5 април 1560)
- Магдалена фон дер Марк, дама де Колонстер († сл. 1575), омъжена I. за Герхард фон Гхоор, II. пр. 23 април 1524 г. за Конрард де Хорион († пр. 1575)

Вдовицата му Ерика фон Валдек-Айзенберг се омъжва втори път на 3 февруари 1532 г. за граф Дитрих V фон Мандершайд (* 30 март 1508; † 21 април 1560).